# Dicranomyia millemurro
Dicranomyia millemurro là một loài ruồi trong họ Limoniidae. Chúng phân bố ở miền Australasia.